# Розжалівська сільська рада
| Розжалівська сільська рада — колишній орган місцевого самоврядування у Радехівському районі Львівської області з адміністративним центром у с. Розжалів. Історична дата утворення: в 1939 році. Водоймища на території, підпорядкованій даній раді: річка Білий Стік. Сільській раді підпорядковані населені пункти: - с. Розжалів - с. Андріївка |

## Склад ради
Рада складається з 14 депутатів та голови.

### Керівний склад ради
| ПІБ                        | Основні відомості                                                               | Дата обрання | Дата звільнення |
| -------------------------- | ------------------------------------------------------------------------------- | ------------ | --------------- |
| Климочко Ярослава Петрівна | Сільський голова, 1949 року народження, освіта                                  | 26.03.2006   | 31.10.2010      |
| Бойко Василь Федорович     | Сільський голова, 1959 року народження, освіта середня спеціальна, безпартійний | 31.10.2010   |                 |

Примітка: таблиця складена за даними джерела